# Montebourg
Montebourg é uma comuna francesa na região administrativa da Normandia, no departamento Mancha. Estende-se por uma área de 5,9 km². Em 2010 a comuna tinha 2 204 habitantes (densidade: 373,6 hab./km²).